# گودوین (آریزونا)
گودوین (به انگلیسی: Goodwin) یک منطقهٔ مسکونی در ایالات متحده آمریکا است که در آریزونا واقع شده‌است. گودوین ۱٬۷۲۵ متر بالاتر از سطح دریا واقع شده‌است.